# Nikola Prkačin
Nikola »Nikša« Prkačin, hrvaški košarkar in trener, * 15. november 1979, Dubrovnik, SR Hrvaška, SFR Jugoslavija.
Velja za enega najboljših hrvaških košarkarjev. Na višini 2,08 m je igral na položaju krilnega in osrednjega napadalca. V svoji profesionalni klubski igralski karieri, ki je obsegala 16 sezon, je Prkačin osvojil sedem evropskih nacionalnih naslovov, devet evropskih nacionalnih pokalov in en evropski naslov državnega domačega superpokala.